# 安哈特的亞歷山德拉
安哈特的亞歷山德拉（德語：Alexandra von Anhalt，1868年4月4日—1958年8月26日），安哈特公爵腓特烈一世的女兒，母親是薩克森-阿爾滕堡的安東妮。

## 家庭
1897年，亞歷山德拉與從未見面的施瓦茨堡的西佐結婚，婚後定居大哈爾陶，兩人共有1子2女：
1. 瑪麗·安東妮亞（1898年—1984年）
2. 伊蓮（1899年—1939年）
3. 腓特烈·金特（1901年—1971年）